# Saibara
Saibara (jap. 催馬楽; „muzyka zachęcająca konie (do wyruszenia w drogę)”) – starojapońskie pieśni ludowe przystosowane do stylu dworskiego .
Pieśni saibara ukształtowały się prawdopodobnie w końcu VII wieku, od VIII do X wieku były kultywowane na dworze, zaś ostateczny sposób śpiewania ukształtował się w wieku X . Nazwa saibara pojawiła się po raz pierwszy w Kronice trzech okresów (jap. 三代実録 Sandai jitsuroku) z początku X wieku . Z wieków VII–VIII zachowało się około 60 pieśni tego rodzaju, uważanego za jeden z najstarszych gatunków japońskiej poezji melicznej .
Pochodzenie nazwy saibara nie jest jasne. Mogły to być pieśni śpiewane przez odwożących daniny z prowincji do stolicy (stąd ideogramy oznaczające muzykę zachęcania, poganiania koni) . Według innej hipotezy utwory mogły nawiązywać do stylu muzyki chińskiej epoki Tang, nazywanej po japońsku saibaraku .
Forma wiersza saibara jest nieregularna – najczęściej występują frazy 5- i 7-sylabowe, rzadziej 2-, 3- i 6-sylabowe . Wiersze dzielone są najczęściej na 2–3 strofy . W warstwie językowej obecne są częste powtórzenia, pararelizmy, aliteracje, świadczące o ludowym pochodzeniu utworów . Brak natomiast wpływów języka chińskiego .
Tematyka utworów saibara była różnorodna – pieśni miłosne, pieśni o pracy, podróży, żartobliwe, biesiadne, dziecięce . Teksty, o niezbyt skomplikowanej budowie, często miały charakter żartobliwy, rubaszny . W okresie Heian (IX–XII wiek) saibara stanowiły popularną rozrywkę na dworskich bankietach .